# Jugoslovanska hokejska liga 1986/87
Sezona 1986/87 jugoslovanske hokejske lige je bila štiriinštirideseta sezona jugoslovanskega prvenstva v hokeju na ledu. Naslov jugoslovanskega prvaka so dvaindvajsetič osvojili hokejisti slovenskega kluba HK Jesenice. 

## Končnica

### Finale
Igralo se je na tri zmage po sistemu 1-1-1-1-1.
|  | HK Partizan Beograd | 3:5 | HK Acroni Jesenice | Ledena dvorana Pionir, Beograd |

| Poročilo tekme | Poročilo tekme | Poročilo tekme | Poročilo tekme | Poročilo tekme |
| -------------- | -------------- | -------------- | -------------- | -------------- |
|                |                |                |                |                |

|  | HK Acroni Jesenice | 5:3 | HK Partizan Beograd | Dvorana Podmežakla, Jesenice |

| Poročilo tekme | Poročilo tekme | Poročilo tekme | Poročilo tekme | Poročilo tekme |
| -------------- | -------------- | -------------- | -------------- | -------------- |
|                |                |                |                |                |

|  | HK Partizan Beograd | 3:5 | HK Acroni Jesenice | Ledena dvorana Pionir, Beograd |

| Poročilo tekme | Poročilo tekme | Poročilo tekme | Poročilo tekme | Poročilo tekme |
| -------------- | -------------- | -------------- | -------------- | -------------- |
|                |                |                |                |                |

## Končni vrstni red
1. HK Jesenice
2. HK Partizan Beograd
3. HK Olimpija Ljubljana
4. HK Crvena Zvezda
5. HK Bosna Sarajevo
6. HK Kranjska Gora
7. KHL Medveščak
8. HK Makoteks Skopje
9. HK Vojvodina Novi Sad